# Franco Maresco
Franco Maresco (Palermo, 5 maggio 1958) è un regista, sceneggiatore e montatore italiano, noto per la sua collaborazione in duo con Daniele Ciprì come Ciprì e Maresco.

## Biografia

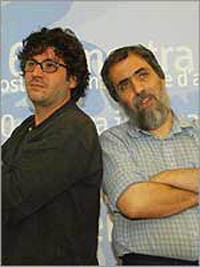
Ciprì (a sinistra) e Maresco (a destra) nel 1998.

Noto per il lavoro registico svolto in coppia con Daniele Ciprì, nel duo Ciprì e Maresco, inizia a lavorare col collega nel 1986 per una rete privata di Palermo. Tra la fine degli anni '80 e l'inizio degli anni '90 il duo si fa conoscere e apprezzare in televisione grazie ai lavori per Blob, Fuori orario. Cose (mai) viste, Avanzi e soprattutto Cinico TV. Nel 1995 realizza il suo primo film con Ciprì, Lo zio di Brooklyn, a cui segue Totò che visse due volte.
Nel 2008 il duo artistico si scioglie e Maresco prosegue la carriera da solo.
Nel 2014 si dedica al documentario Belluscone - Una storia siciliana, che documenta le sue ricerche, poi abbandonate, sui finanziamenti e le amicizie di Silvio Berlusconi in Sicilia, con varie persone più o meno raccomandabili. In seguito all'abbandono del progetto, è l'amico Tatti Sanguineti a recarsi a Palermo per completare il lavoro, cercando di risalire alle cause che l'avevano fatto desistere. Il documentario ha vinto il premio speciale della giuria "Orizzonti" alla 71ª Mostra internazionale d'arte cinematografica di Venezia e il David di Donatello come "miglior documentario di lungometraggio dell'anno 2015". Nel 2019 a Venezia vince il premio speciale della giuria per La mafia non è più quella di una volta.

## Filmografia

### Cinema
- Lo zio di Brooklyn (1995)
- Il manocchio – cortometraggio (1996)
- A memoria – cortometraggio (1996)
- Aspettando Totò - Conversazione con Mario Martone e Enzo Moscato (a proposito del sud) – documentario (1996)
- Totò che visse due volte (1998)
- Enzo, domani a Palermo! (1999)
- Noi e il Duca - Quando Duke Ellington suonò a Palermo – documentario (1999)
- Arruso – cortometraggio (2000)
- Il ritorno di Cagliostro (2003)
- Come inguaiammo il cinema italiano - La vera storia di Franco e Ciccio – documentario (2004)
- Io sono Tony Scott, ovvero come l'Italia fece fuori il più grande clarinettista del jazz – documentario (2010)
- Belluscone - Una storia siciliana – documentario (2014)
- Gli uomini di questa città io non li conosco – documentario (2015)
- La mia battaglia. Franco Maresco incontra Letizia Battaglia – documentario (2016)
- La mafia non è più quella di una volta – documentario (2019)
- Lovano Supreme – documentario (2023)
- Un film fatto per Bene (2025)

### Televisione
- Cinico TV – serie TV (1992-1996)
- I migliori nani della nostra vita – serie TV (2006)
- Ai confini della pietà – serie TV (2007)

## Riconoscimenti
- 1996 – Nastro d'argento
  - Candidatura al miglior regista esordiente per Lo zio di Brooklyn (con Ciprì)
- 1999 – Mostra internazionale d'arte cinematografica
  - Menzione speciale al premio FEDIC Menzione speciale per Enzo, domani a Palermo! (con Ciprì)
- 1999 – Nastro d'argento
  - Candidatura al migliore montaggio per Totò che visse due volte (con Ciprì)
- 2004 – Mostra internazionale d'arte cinematografica
  - Menzione speciale al premio Pasinetti per Come inguaiammo il cinema italiano – La vera storia di Franco e Ciccio (con Ciprì)
- 2004 – Nastro d'argento
  - Candidatura al migliore soggetto per Il ritorno di Cagliostro (con Ciprì e Lillo Iacolino)
  - Candidatura al regista del miglior film per Il ritorno di Cagliostro (con Ciprì)
- 2005 – Nastro d'argento
  - Candidatura al migliore montaggio per Come inguaiammo il cinema italiano – La vera storia di Franco e Ciccio (con Ciprì e Claudia Uzzo)
- 2014 – Mostra internazionale d'arte cinematografica
  - Premio della giuria Sezione Orizzonti per Belluscone – Una storia siciliana
- 2015 – David di Donatello
  - Miglior documentario per Belluscone – Una storia siciliana
- 2019 – Mostra internazionale d'arte cinematografica
  - Premio speciale della giuria per La mafia non è più quella di una volta